# Array processor

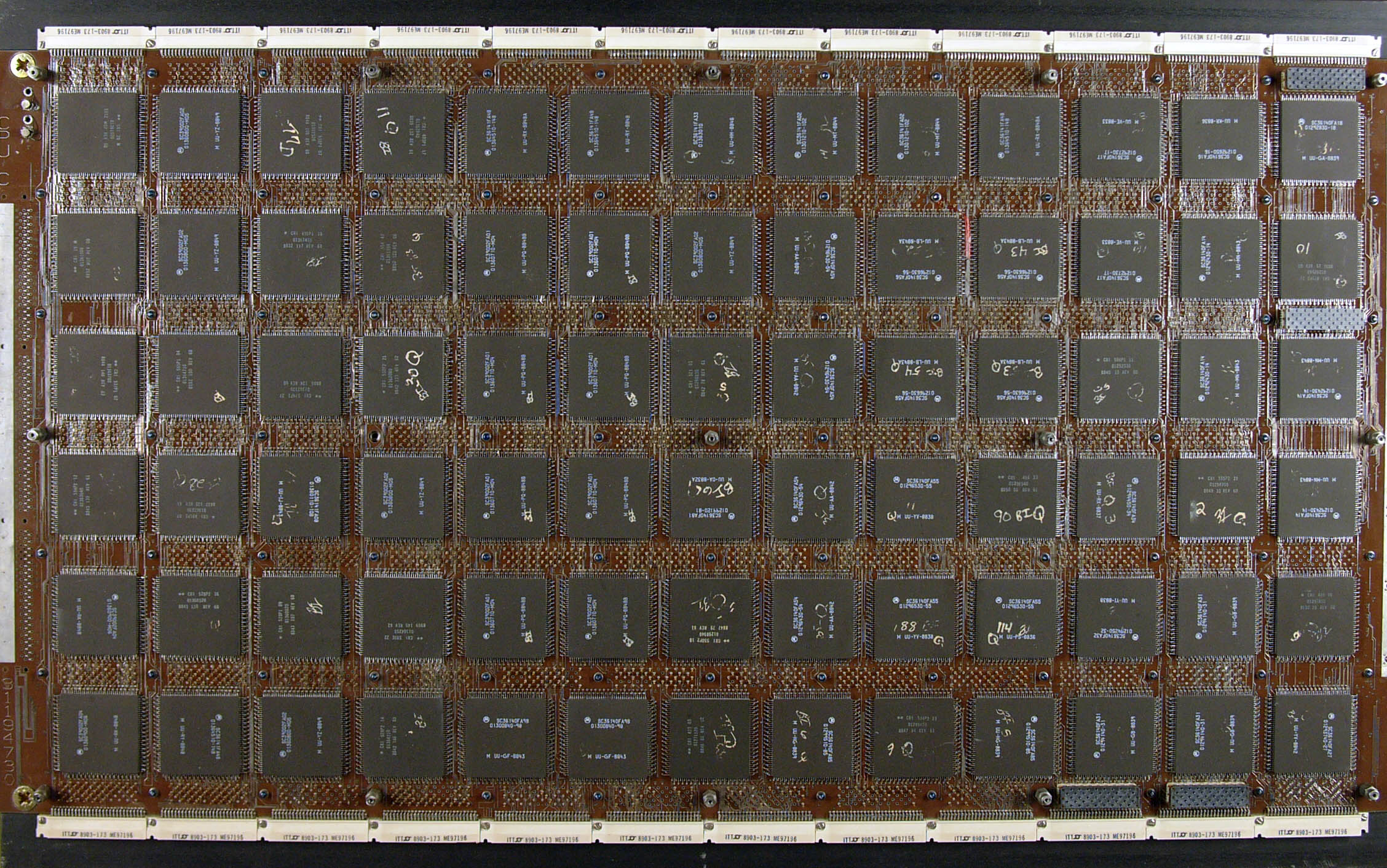
Processorbord van een supercomputer met array processoren, de CRAY YMP

Een array processor, ook wel vectorprocessor genoemd, is een processor die in staat is om gelijktijdig dezelfde wiskundige bewerking op een groot aantal gegevens uit te voeren, op een array bijvoorbeeld. Dit in tegenstelling tot de scalaire processor die maar één element per keer kan behandelen. De overgrote meerderheid van processoren zijn scalaire processoren. Een voorbeeld van een bewerking waarin een array processor sterk is zou het vermenigvuldigen van alle elementen van een array met een bepaald getal kunnen zijn:

array getallen = { 18, 3525, 5 } 

getallen = getallen * 5125

Een scalaire processor zou hiervoor vijf instructies nodig hebben terwijl een array processor dit in een keer kan uitvoeren. Het is in verschillende programmeertalen wel mogelijk assignments op te geven, die dit uitvoeren. Dat kan in bijvoorbeeld MATLAB en Python.
Array processoren waren gebruikelijk in computers die voor wetenschappelijke doeleinden werden gebruikt, bijvoorbeeld in de supercomputers in de jaren 1980 en 1990. De AltiVec, de afkorting van Velocity Engine, die bijvoorbeeld in de Power Mac G4 werd gebruikt, is een voorbeeld van een array processor. Verbeteringen van de processors hebben ervoor gezorgd dat vectorprocessors nog nauwelijks worden gebruikt. SIMD single instruction multiple data, toch ook een soort van vectorprocessing, is tegenwoordig een gebruikte techniek.